# Okręg wyborczy nr 21 do Sejmu Polskiej Rzeczypospolitej Ludowej (1989–1991)
Okręg wyborczy nr 21 do Sejmu Polskiej Rzeczypospolitej Ludowej (1989–1991) obejmował Gdańsk (województwo gdańskie). W ówczesnym kształcie został utworzony w 1989. Wybieranych było w nim 5 posłów w systemie większościowym.
Siedzibą okręgowej komisji wyborczej był Gdańsk.

## Wybory parlamentarne 1989

### Mandat nr 83 –Polska Zjednoczona Partia Robotnicza
| Kandydat | I tura | I tura | II tura | II tura |
| Kandydat | Głosów | %      | Głosów  | %       |
| --- | ------ | ------ | ------- | ------- |
| Tadeusz Fiszbach                                                                                                | 98 691 | 48,04  | 91 861  | 83,20   |
| Jan Łabęcki | 27 011 | 13,15  | 13 251  | 12,00   |
| Mirosław Nowak                                                                                                  | 13 201 | 6,43   | —       | —       |
| Włodzimierz Komarnicki                                                                                          | 7899   | 3,85   | —       | —       |
| Liczba głosów ważnych: 205 422 (I tura) • 110 407 (II tura) Źródło: Państwowa Komisja Wyborcza I tura i II tura |        |        |         |         |

### Mandat nr 84 –Polska Zjednoczona Partia Robotnicza
| Kandydat | I tura | I tura | II tura | II tura |
| Kandydat | Głosów | %      | Głosów  | %       |
| --- | ------ | ------ | ------- | ------- |
| Eugeniusz Wincek                                                                                                | 39 508 | 18,62  | 33 720  | 30,34   |
| Jan Kuligowski                                                                                                  | 33 204 | 15,65  | 57 359  | 51,61   |
| Włodzimierz Zwierzykowski                                                                                       | 24 377 | 11,49  | —       | —       |
| Liczba głosów ważnych: 212 187 (I tura) • 111 149 (II tura) Źródło: Państwowa Komisja Wyborcza I tura i II tura |        |        |         |         |

### Mandat nr 85 –Stronnictwo Demokratyczne
| Kandydat | I tura | I tura | II tura | II tura |
| Kandydat | Głosów | %      | Głosów  | %       |
| --- | ------ | ------ | ------- | ------- |
| Tadeusz Bień | 48 566 | 23,50  | 72 590  | 65,40   |
| Stanisław Dec                                                                                                   | 26 744 | 12,94  | 23 924  | 21,55   |
| Włodzimierz Szordykowski                                                                                        | 25 654 | 12,41  | —       | —       |
| Jarosław Dzięgielewski                                                                                          | 15 491 | 7,50   | —       | —       |
| Liczba głosów ważnych: 206 683 (I tura) • 110 994 (II tura) Źródło: Państwowa Komisja Wyborcza I tura i II tura |        |        |         |         |

### Mandat nr 86 – bezpartyjny
| Kandydat                                                          | Głosów  | %     |
| ----------------------------------------------------------------- | ------- | ----- |
| Jacek Merkel                                                      | 200 504 | 86,59 |
| Liczba głosów ważnych: 231 568 Źródło: Państwowa Komisja Wyborcza |         |       |

### Mandat nr 87 – bezpartyjny
| Kandydat                                                          | Głosów  | %     |
| ----------------------------------------------------------------- | ------- | ----- |
| Jan Bielecki                                                      | 162 900 | 75,24 |
| Andrzej Januszajtis                                               | 41 764  | 19,29 |
| Liczba głosów ważnych: 216 512 Źródło: Państwowa Komisja Wyborcza |         |       |